# Campioni lunari

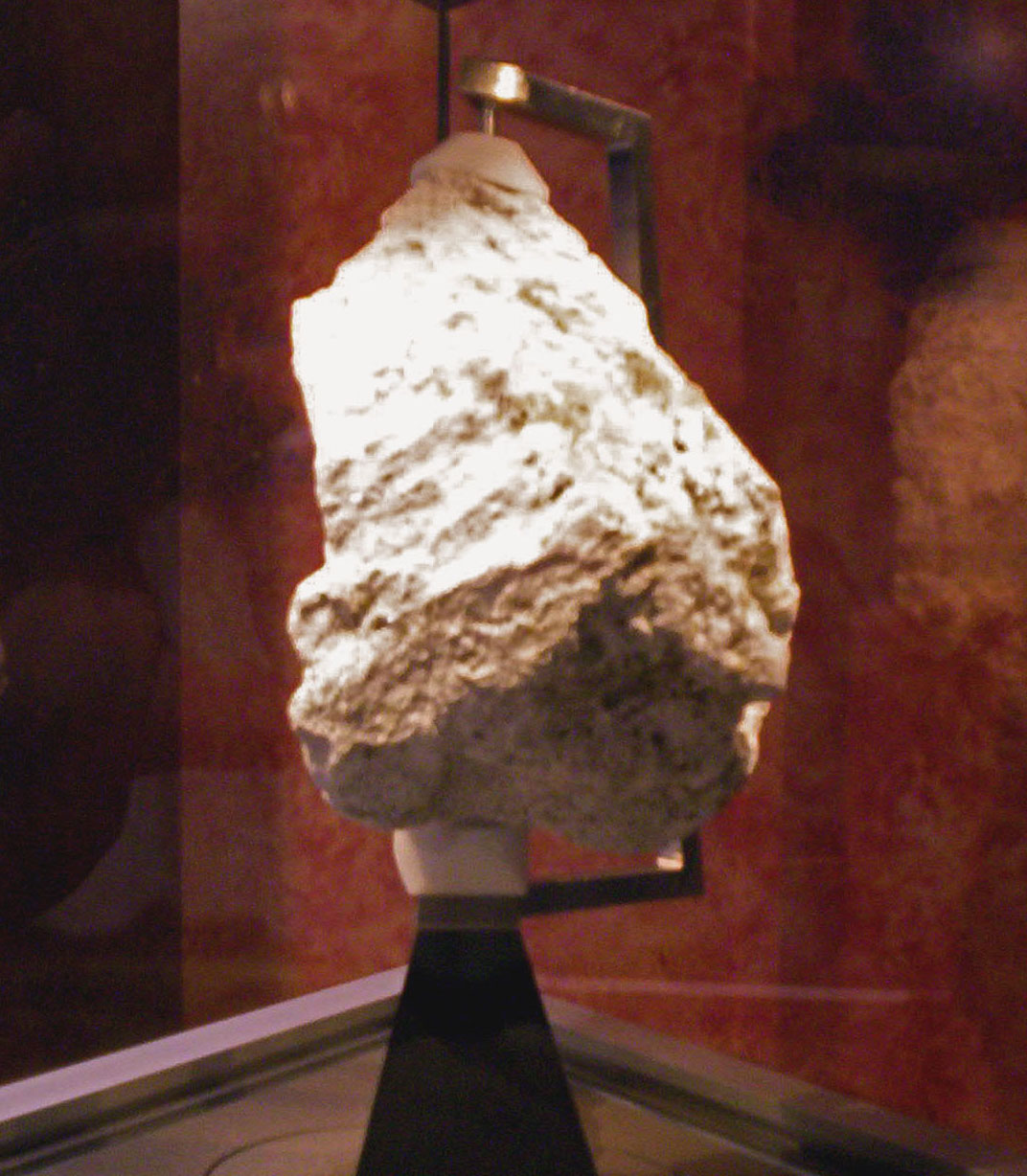
Anortosite ferrosa lunare #60025 (Plagioclasio Feldspato). Raccolto dall'Apollo 16 vicino al cratere Descartes. Il campione è esposto al Museo nazionale di storia naturale a Washington.

Sono generalmente chiamati campioni lunari le rocce, suoli e polveri lunari riportati sulla Terra dalle missioni spaziali statunitensi e sovietiche. Oltre a questi esistono anche rocce espulse naturalmente dalla superficie lunare a seguito di eventi d'impatto e successivamente ricadute sulla Terra sotto forma di meteoriti.

## Raccolta
| Missione lunare | Campioni riportati | Anno |
| --------------- | ------------------ | ---- |
| Apollo 11       | 22 kg              | 1969 |
| Apollo 12       | 34 kg              | 1969 |
| Apollo 14       | 43 kg              | 1971 |
| Apollo 15       | 77 kg              | 1971 |
| Apollo 16       | 95 kg              | 1972 |
| Apollo 17       | 111 kg             | 1972 |
| Luna 16         | 101 g              | 1970 |
| Luna 20         | 55 g               | 1972 |
| Luna 24         | 170 g              | 1976 |

Le sei missioni Apollo sbarcate sulla superficie lunare hanno riportato sulla Terra 2415 campioni, dal peso complessivo di 382 kg. La maggioranza dei campioni sono stati raccolti dall'Apollo 17 (111 kg).

Le tre missioni sovietiche Luna hanno riportato altri 326 grammi in totale.

I meteoriti lunari scoperti sulla Terra sono oltre 120, appartenenti a 60 diversi eventi meteorici, e oltre 48 kg in totale. Circa un terzo di questi sono stati scoperti da ricercatori americani e giapponesi in Antartide (ad esempio il programma ANSMET).
I campioni lunari delle missioni Apollo sono stati raccolti usando diversi strumenti, come martelli, rastrelli, pale, pinze e carotatrici. La maggior parte sono stati prima fotografati per registrare le condizioni in cui si trovavano. Sono stati posti all'interno di buste e poi dentro un contenitore speciale (Special Environmental Sample Container) che li proteggeva dalle contaminazioni terrestri.

## Valore
I campioni lunari raccolti durante l'esplorazione della Luna sono considerati di valore inestimabile. Nel 1993 tre piccoli frammenti delle dimensioni di un seme, raccolti dal Luna 16, sono stati venduti per 442 500 dollari. Nel 2002 piccole quantità di materiale proveniente dalla Luna e da Marte sono state rubate; durante il processo in tribunale che ne è seguito, la NASA ha valutato quel materiale, dal peso complessivo di 285 grammi, in 1 milione di dollari.

Le rocce provenienti dai meteoriti lunari, invece, vengono tranquillamente comprate e vendute tra collezionisti privati, seppur a prezzi molto alti.

## Ubicazione dei campioni

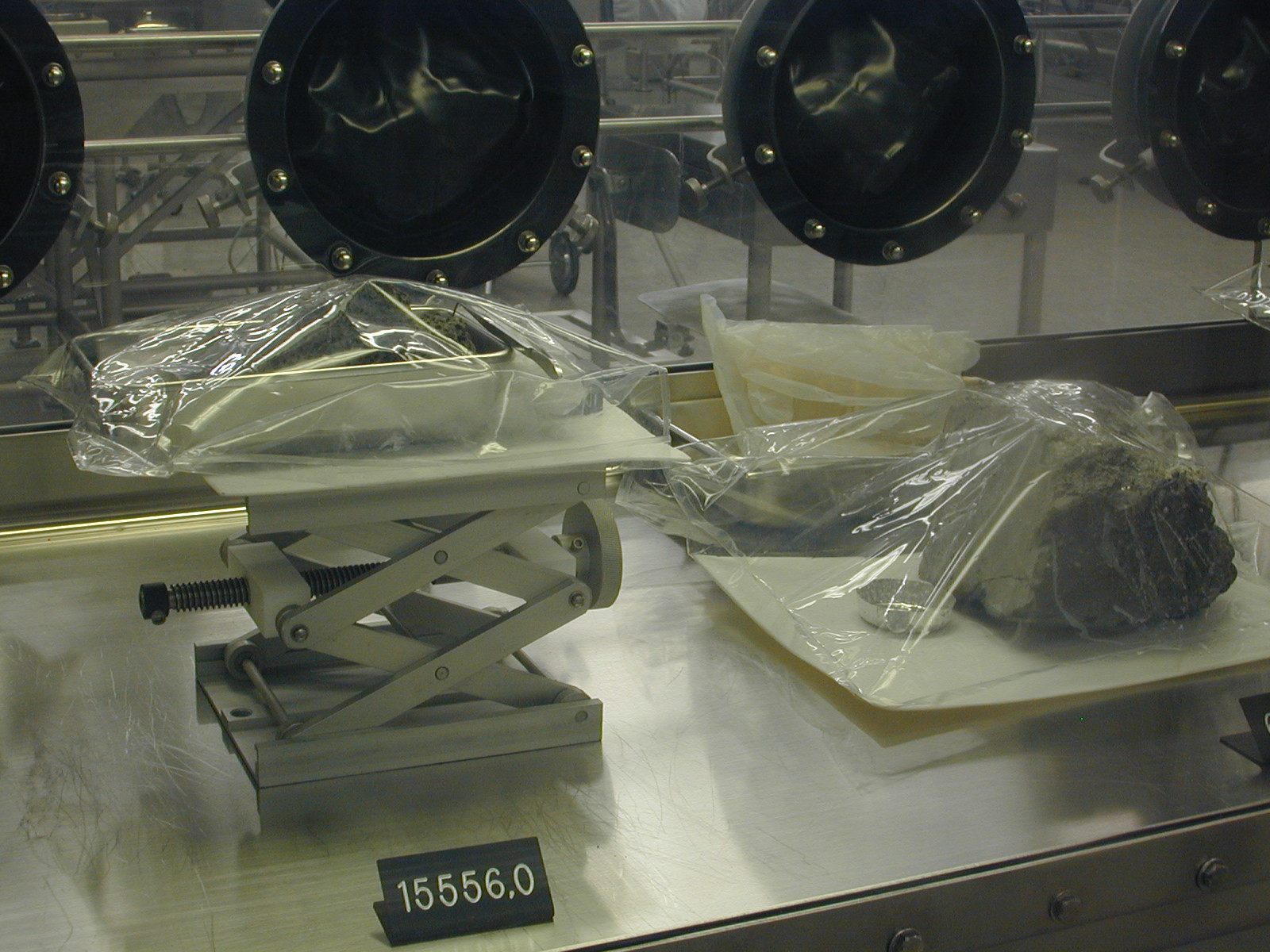
Campioni nel Lunar Sample Building al JSC

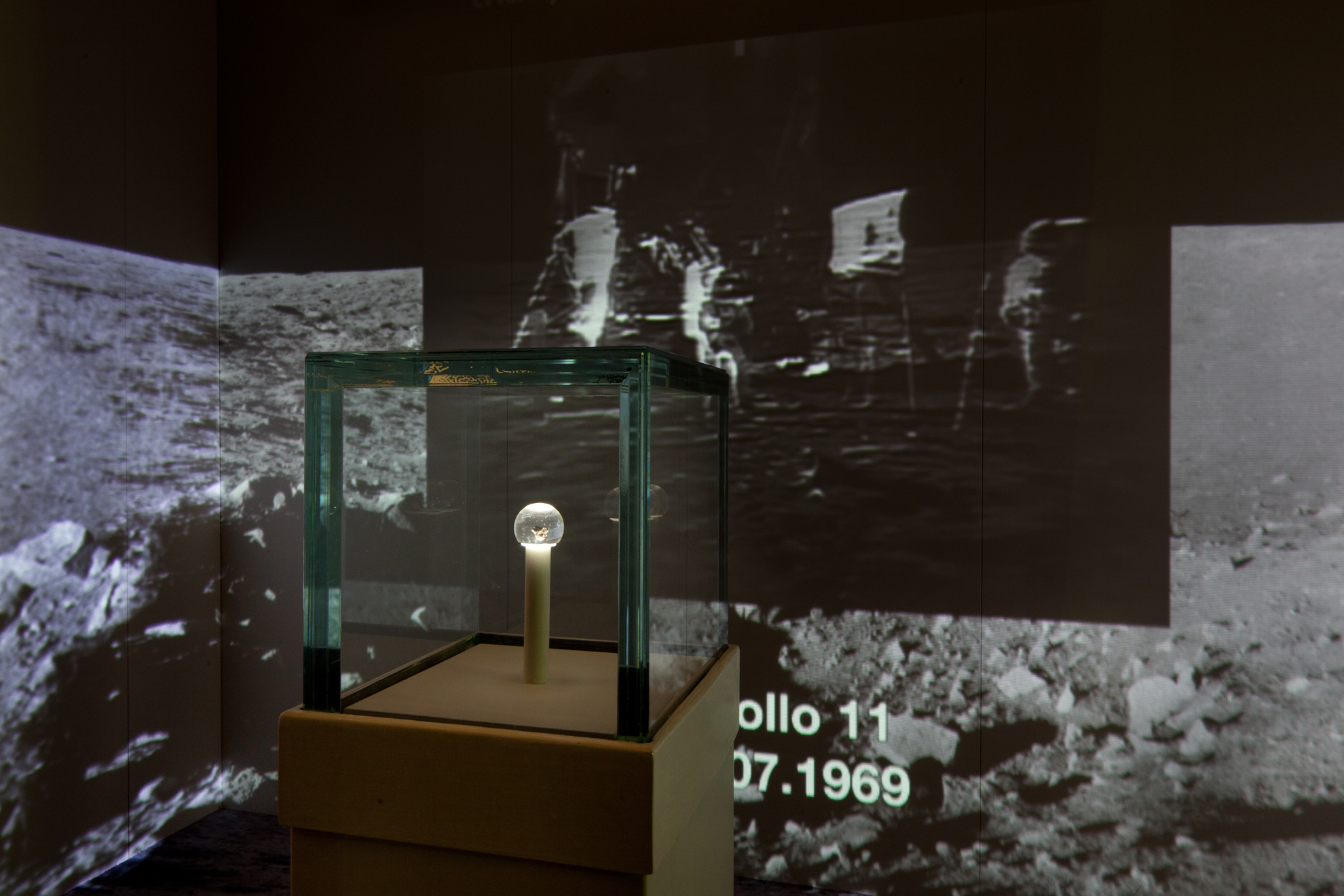
Allestimento con campione di roccia lunare prelevato durante la missione dell'Apollo 17, al Museo nazionale della scienza e della tecnologia Leonardo da Vinci di Milano

Il deposito principale dei campioni lunari è il Lunar Sample Building presso il Lyndon B. Johnson Space Center a Houston (Texas). Secondo la NASA quasi 295 kg dei 382 raccolti sono ancora nelle condizioni originarie al Johnson Space Center; per sicurezza esiste anche una collezione più piccola conservata alla Brooks Air Force Base a San Antonio (Texas). La maggior parte delle rocce sono conservate sotto azoto puro, per evitare che l'atmosfera terrestre possa danneggiarle. I campioni vengono maneggiati esclusivamente attraverso speciali strumenti e mai direttamente. Circa il 10% delle rocce raccolte sulla Luna è stato distribuito ad un centinaio di laboratori in tutto il mondo per analizzarne le caratteristiche.
Una piccola quantità di campioni è stata donata a vari musei degli Stati Uniti. Esistono inoltre più di 300 piccoli campioni che sono stati regalati in due occasioni a governi stranieri e governatori degli Stati Uniti. In una prima occasione, al termine della missione Apollo 11, sono state regalate 192 placche contenenti polvere lunare. Altre 135 placche sono state donate al termine del programma Apollo nel 1973, ricavando frammenti molto piccoli dalla roccia lunare numero 70017 riportata dall'Apollo 17. I frammenti provenienti da rocce raccolte dall'Apollo 11 pesavano mediamente 0,05 gr ciascuno, mentre quelli ricavati da rocce raccolte dall'Apollo 17 pesavano mediamente 1,1 gr ciascuno. Almeno una delle placche donate è stata rubata in Honduras e poi ritrovata, molte altre sono oggi esposte nei musei dei Paesi che le hanno ricevute in dono, la placca donata all'Italia si trova attualmente al Museo nazionale della scienza e della tecnologia Leonardo da Vinci a Milano.
Circa 70 campioni sono in mostra nei musei di tutto il mondo, come al National Air and Space Museum, Kansas Cosmosphere and Space Center, Ontario Science Centre e nel centro visitatori del Kennedy Space Center dove è anche possibile "toccare un pezzo della Luna", che consiste in una piccola roccia cementata in una colonna che i visitatori possono toccare.
La NASA dispone anche di alcuni campioni per uso educativo, che vengono prestati a privati e istituzioni a fini didattici.
Dal 1999 al 2011, ad esempio, nel grattacielo Tribune Tower di Chicago è stato esposto un pezzo di roccia lunare ottenuto in prestito dalla NASA.
Un altro campione, un frammento di 120 grammi proveniente dalla roccia 70215 raccolta durante la missione Apollo 17, è stato portato in Italia da Paolo Attivissimo e Luigi Pizzimenti nel 2015 e nel 2017. In entrambe le occasioni, sono stati organizzati degli eventi espositivi e conferenze in varie località in Italia e Svizzera.
La NASA ha anche preparato una serie di confezioni educative composte da un disco trasparente contenente sei tipi di campioni (frammenti di rocce e suoli) e 12 sottili sezioni petrologiche di materiale lunare.. Questi pacchetti sono disponibili per scopi educativi in molti Paesi.

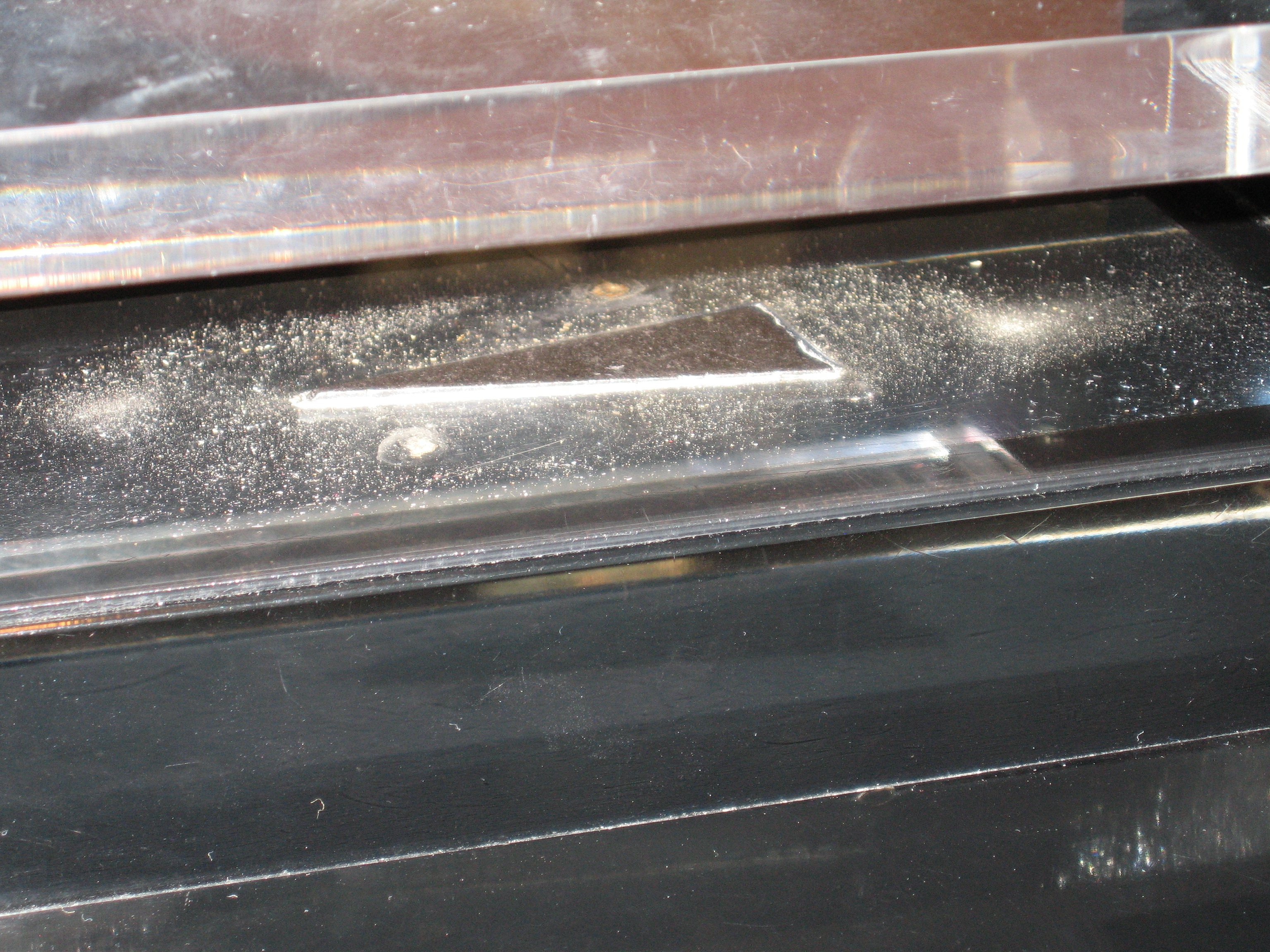
Porzione di roccia lunare al National Air and Space Museum a Washington

## Furti

### La "Goodwill Moon Rock" dell'Honduras
Nel 1998 negli Stati Uniti è stata creata un'operazione segreta, nota come Operation Lunar Eclipse, che aveva lo scopo di identificare e arrestare le persone che vendevano falsi campioni lunari. Nel settembre del 1998 gli agenti hanno pubblicato un annuncio su USA Today in cui facevano richiesta di rocce lunari, la speranza era quella di agganciare chi vendeva falsi campioni, ma invece sono stati contattati da chi possedeva una roccia regalata nel 1973 dal Presidente Richard Nixon all'Honduras. Le Goodwill Moon Rock (roccia lunare dell'amicizia) sono una serie di 135 placche di legno con un piccolo pezzettino della roccia numero 70 017, riportata a Terra dalla missione Apollo 17, che sono state regalate alla fine delle missioni Apollo a varie nazioni del mondo. Il venditore della roccia, che pesava solo 1,142 grammi, chiedeva l'esorbitante cifra di 5 milioni di dollari. L'operazione si è conclusa due mesi dopo con il sequestro della roccia in una cassetta di sicurezza di una banca di Miami.
La roccia è stata il soggetto di una causa civile durata 5 anni e terminata il 24 marzo del 2003 con la confisca della roccia da parte del Governo Federale degli Stati Uniti. La roccia confiscata è stata rimandata al Johnson Space Center e resa disponibile per essere di nuovo regalata all'Honduras. La cerimonia si è svolta il 22 settembre del 2003 al quartier generale della NASA a Washington D.C, dove l'amministratore della NASA ha donato la roccia all'ambasciatore dell'Honduras.

Nel 2007 l'agente speciale Joseph Gutheinz, uno dei due agenti originari dell'operazione segreta, è stato protagonista di un documentario della BBC Two dal titolo Moon for Sale (Luna in vendita), che racconta la vicenda della Goodwill Moon Rock.

### Furto interno alla NASA
Nel giugno del 2002 dal Johnson Space Center sono stati rubati 101 grammi di rocce lunari oltre ad un meteorite marziano. Il furto è stato compiuto da membri interni. Le rocce sono state pubblicizzate sul sito web di un club mineralogico belga; l'FBI, con l'aiuto di un astronomo amatoriale belga, ha organizzato una trappola e recuperato i campioni nel luglio del 2002, in Florida.

## Caratteristiche generali

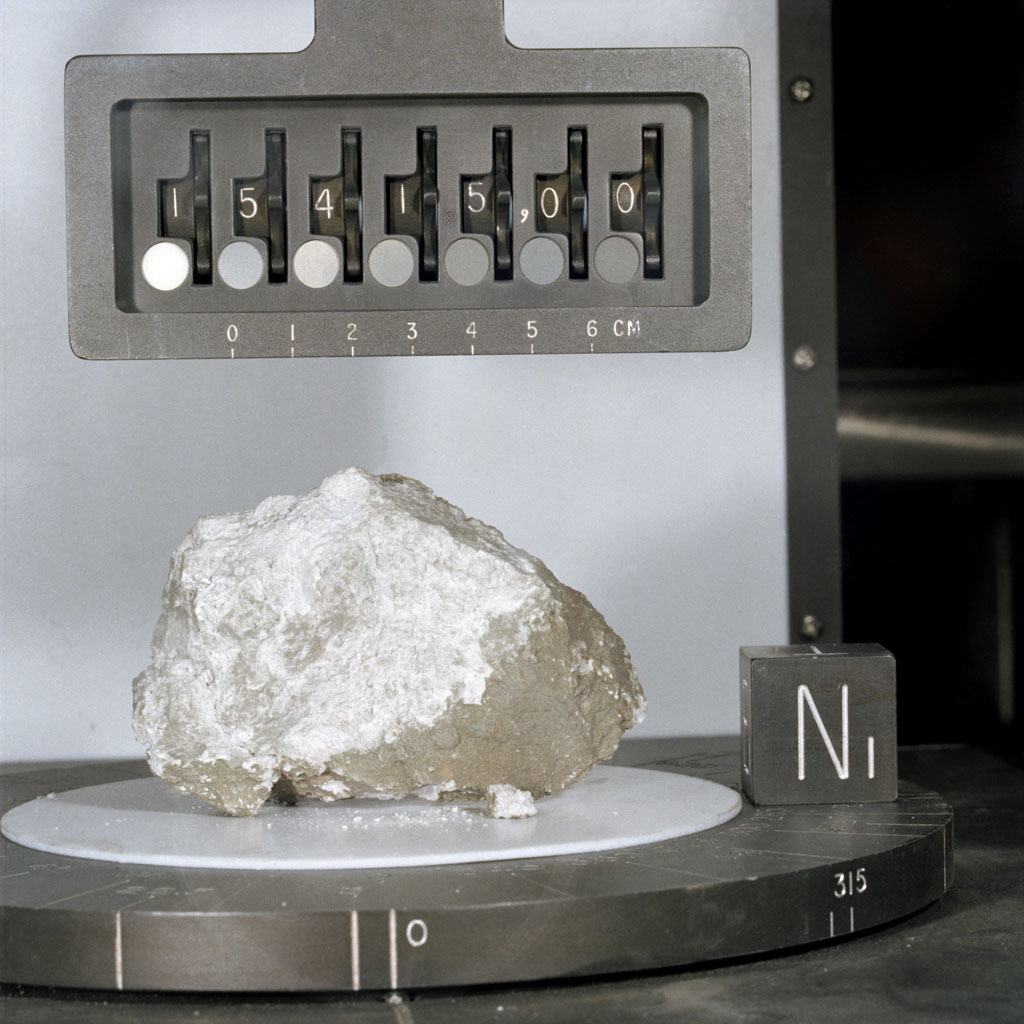
La Roccia della genesi, una roccia riportata dall'Apollo 15.

Di solito le rocce raccolte sulla superficie lunare sono estremamente più antiche delle rocce sulla Terra. L'età stimata, usando la datazione radiometrica va dai 3,16 miliardi di anni per i campioni basaltici provenienti dai mari lunari, ai 4,5 miliardi di anni per quelle dei continenti. Al contrario le rocce più antiche sulla Terra risalgono a 3,8 miliardi di anni fa.

In base alla tecnica di datazione del conteggio dei crateri, sulla Luna le più recenti eruzioni basaltiche risalgono a 1,2 miliardi di anni fa, anche se non possediamo alcun campione di quella lava.
| Minerale               | Elementi                                                        | aspetto                                                                                           |
| ---------------------- | --------------------------------------------------------------- | ------------------------------------------------------------------------------------------------- |
| Plagioclasio Feldspato | Calcio (Ca) Alluminio (Al) Silicio (Si) Ossigeno (O)            | Da bianco a grigio; solitamente con cristalli allungati.                                          |
| Pirosseno              | Ferro (Fe), Magnesio (Mg) Calcio (Ca) Silicio (Si) Ossigeno (O) | Da marrone/rossastro a nero; i cristalli sono più allungati nei mari e più quadrati nelle terrae. |
| Olivina                | Ferro (Fe) Magnesio (Mg) Silicio (Si) Ossigeno (O)              | Verdastro, generalmente di forma rotonda.                                                         |
| Ilmenite               | Ferro (Fe), Titanio (Ti) Ossigeno (O)                           | Nero, cristalli quadrati allungati.                                                               |

A differenza della Terra, sembra che sulla Luna vaste porzioni della crosta siano composte da rocce con alte concentrazioni del minerale Anortite. I mari basaltici hanno concentrazioni relativamente alte di ferro. Inoltre, alcuni mari basaltici hanno un livello particolarmente alto di titanio, nella forma di Ilmenite.
Un nuovo tipo di minerale è stato scoperto sulla Luna dall'equipaggio dell'Apollo 11, l'Armalcolite, chiamato così dalle iniziali dei tre astronauti Armstrong, Aldrin e Collins.

## Classificazione
Le rocce lunari ricadono in due categorie principali, quelle trovate sulle aree continentali (terrae) e quelle nei mari lunari. Le terrae sono composte in modo dominante da rocce plutoniche mafiche. È comune anche la brecce regolitica con simili protoliti. I basalti dei mari si dividono in tre gruppi a seconda delle loro caratteristiche chimiche e del contenuto di Titanio: basalti high-Ti, low-Ti e Very Low-Ti (VLT).

### Litologia delle terrae
|            | Plagioclasio | Pirosseno | Olivina | Ilmenite |
| ---------- | ------------ | --------- | ------- | -------- |
| Anortosite | 90%          | 5%        | 5%      | 0%       |
| Norite     | 60%          | 35%       | 5%      | 0%       |
| Troctolite | 60%          | 5%        | 35%     | 0%       |

Le principali rocce ignee sulle regioni continentali lunari si dividono in tre gruppi: la serie anortosite ferrosa, la serie magnesica e la serie alcalina.
Le brecce lunari, formatesi soprattutto a causa degli immensi impatti che hanno creato i bacini, sono principalmente composte da litologie delle terrae, dato che i bacini di impatto sono stati riempiti e ricoperti di basalto in epoche successive all'impatto.

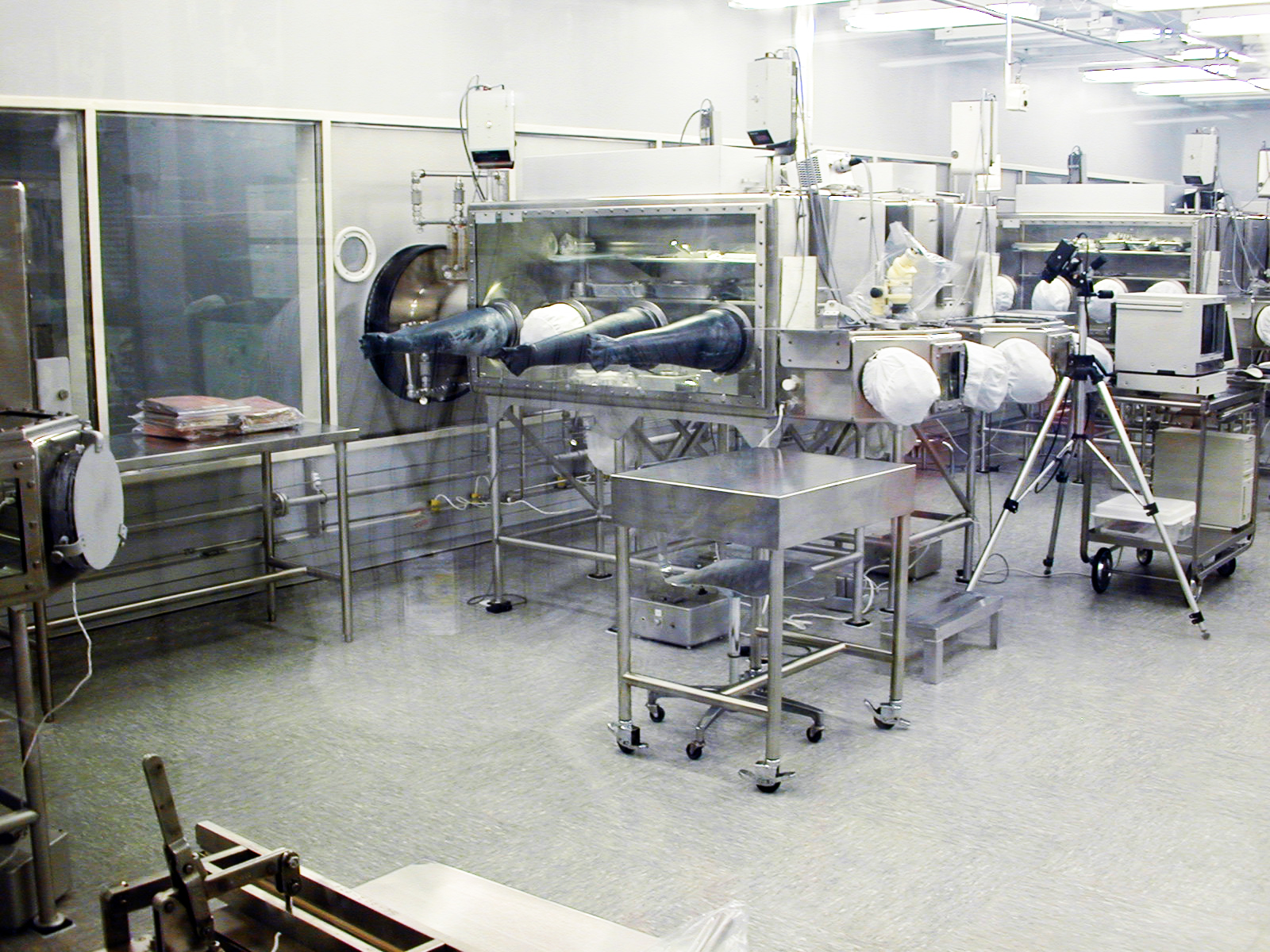
Attrezzatura per il trattamento dei campioni al Lunar Sample Building

La serie anortosite ferrosa consiste quasi esclusivamente nella roccia anortosite (>90% plagioclasio calcico) e dalla meno comune gabbro (70-80% plagioclasio calcico e una minoranza di pirosseno). La serie anortosite ferrosa è il gruppo più comune nelle regioni continentali lunari e si è dedotto che ciò dipende dalla flottazione dei plagioclasi nell'oceano magmatico presente sulla Luna agli albori della sua storia.

Per gli standard terrestri, il plagioclasio è estremamente calcico, con un contenuto molare di anortite del 94-96% (An94-96). I minerali mafici in questa serie hanno bassi rapporti Mg/Fe.

L'anortosite ferrosa è stata datata usando il metodo isocrono a circa 4,46 miliardi di anni, è il tipo di roccia più antico sulla Luna.
La serie magnesica, o serie Mg, comprende la roccia Dunite (>90% olivina), Troctolite (olivina-plagioclasio) e Gabbro (plagioclasio-pirosseno) con rapporti Mg/Fe relativamente alti nei minerali mafici e una composizione del plagioclasio generalmente ancora calcico (An86-93).

Queste rocce sono intrusioni successive nella crosta di anortosite ferrosa avvenute circa 4,3-4,1 miliardi di anni fa.
La serie alcalina è così chiamata per l'alto contenuto di alcalini. Questa serie è piuttosto rara e consiste in anortosite con plagioclasi relativamente sodici (An70-85), Norite (plagioclasio-ortopirossene) e Gabbronorite (plagioclasio-clinopirosseno-ortopirossene), con simili composizioni dei plagioclasi e dei minerali mafici della serie Mg.
I graniti lunari sono un tipo di roccia relativamente rara, comprendono Diorite, Monzodiorite e Granofiro. Sono composti da quarzo, plagioclasio, ortoclasio o feldspato alcalino, rari minerali mafici (pirosseni) e rari zirconi. Il feldspato alcalino può avere una composizione insolita, diversa da ogni feldspato terrestre, e sono spesso ricchi di Bario. Queste rocce apparentemente si formano a causa di una cristallizzazione estremamente frammentata del magma della serie magnesica o della serie alcalina, sebbene anche l'immiscibilità liquida può avere un ruolo. La datazione Uranio-Piombo (U-Pb) dei zirconi di queste rocce e del suolo lunare, stima un'età di 4,1-4,4 miliardi di anni, più o meno la stessa delle rocce della serie Mg e alcalina.
La maggior parte delle rocce riportate sulla Terra dalle missioni Apollo sono brecce, e provengono in massima parte dalle regioni continentali più antiche. Le brecce sono aggregati litificati di detriti e materiale fuso proveniente dagli impatti lunari che hanno rimodellato la superficie lunare negli ultimi 4 miliardi e mezzo di anni. Le brecce si possono formare da crateri grandi o piccoli e a diverse distanze dall'impatto, per questo ne esistono di molti tipi. Principalmente si dividono in monomittiche, dimittiche e polimittiche rispettivamente formate da un solo tipo di roccia, da due componenti o da molti tipi. Tra i campioni lunari ci sono 59 brecce che pesano più di 500 grammi, 39 che pesano più di un chilo e 19 che pesano più di due chili, la maggior parte delle brecce sono polimittiche.
Una componente geochimica di alcune rocce lunari è il KREEP (acronimo di K, REE e P). La sua caratteristica più rilevante è l'inclusione di una maggioranza di elementi cosiddetti "incompatibili"

### Mari di basalto
|             | Plagioclasio | Pirossene | Olivina | Ilmenite |
| ----------- | ------------ | --------- | ------- | -------- |
| High-Ti     | 30%          | 54%       | 3%      | 18%      |
| Low-Ti      | 30%          | 60%       | 5%      | 5%       |
| Very low-Ti | 35%          | 55%       | 8%      | 2%       |

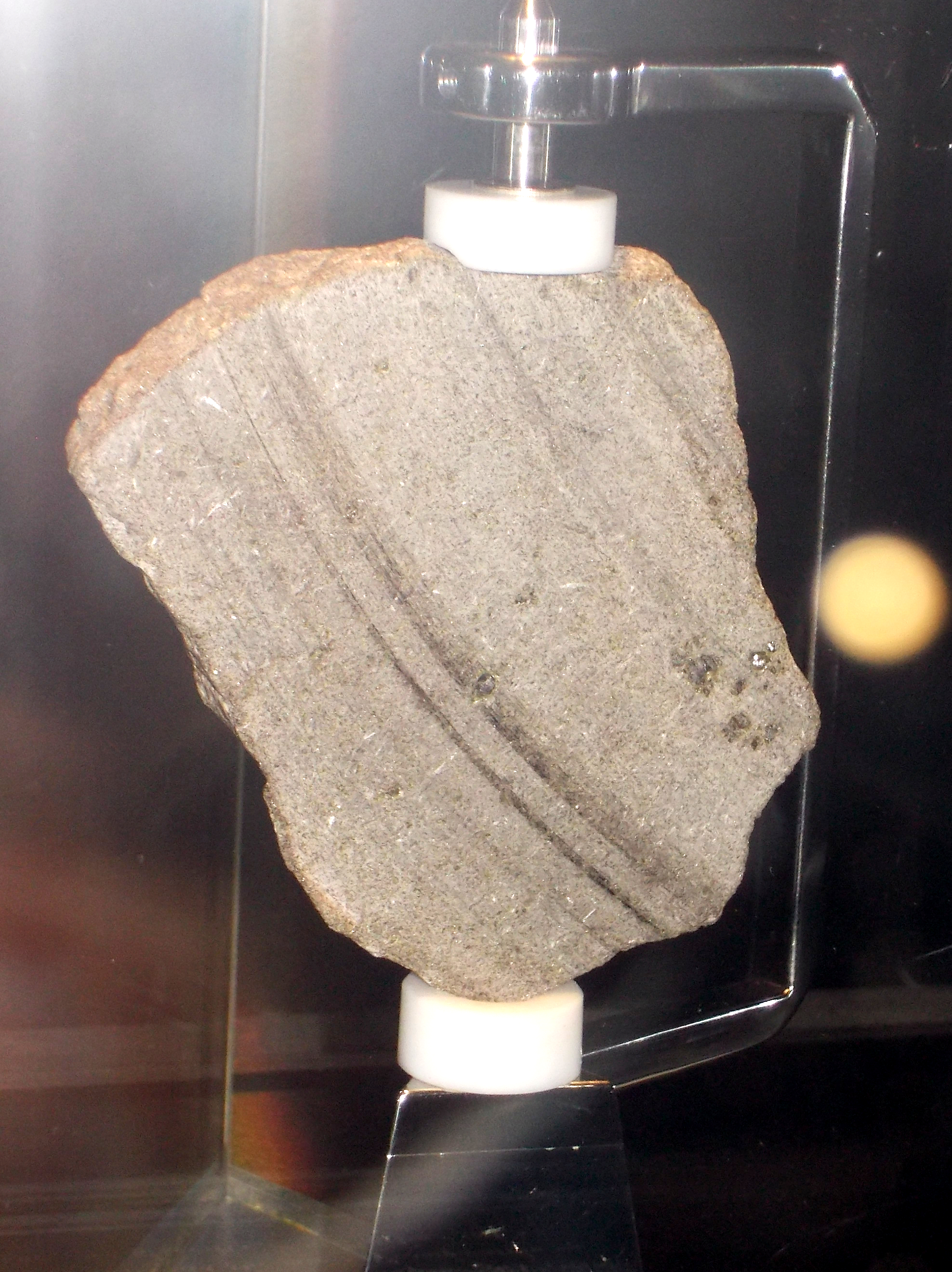
Campione di roccia lunare raccolto durante la missione Apollo 12

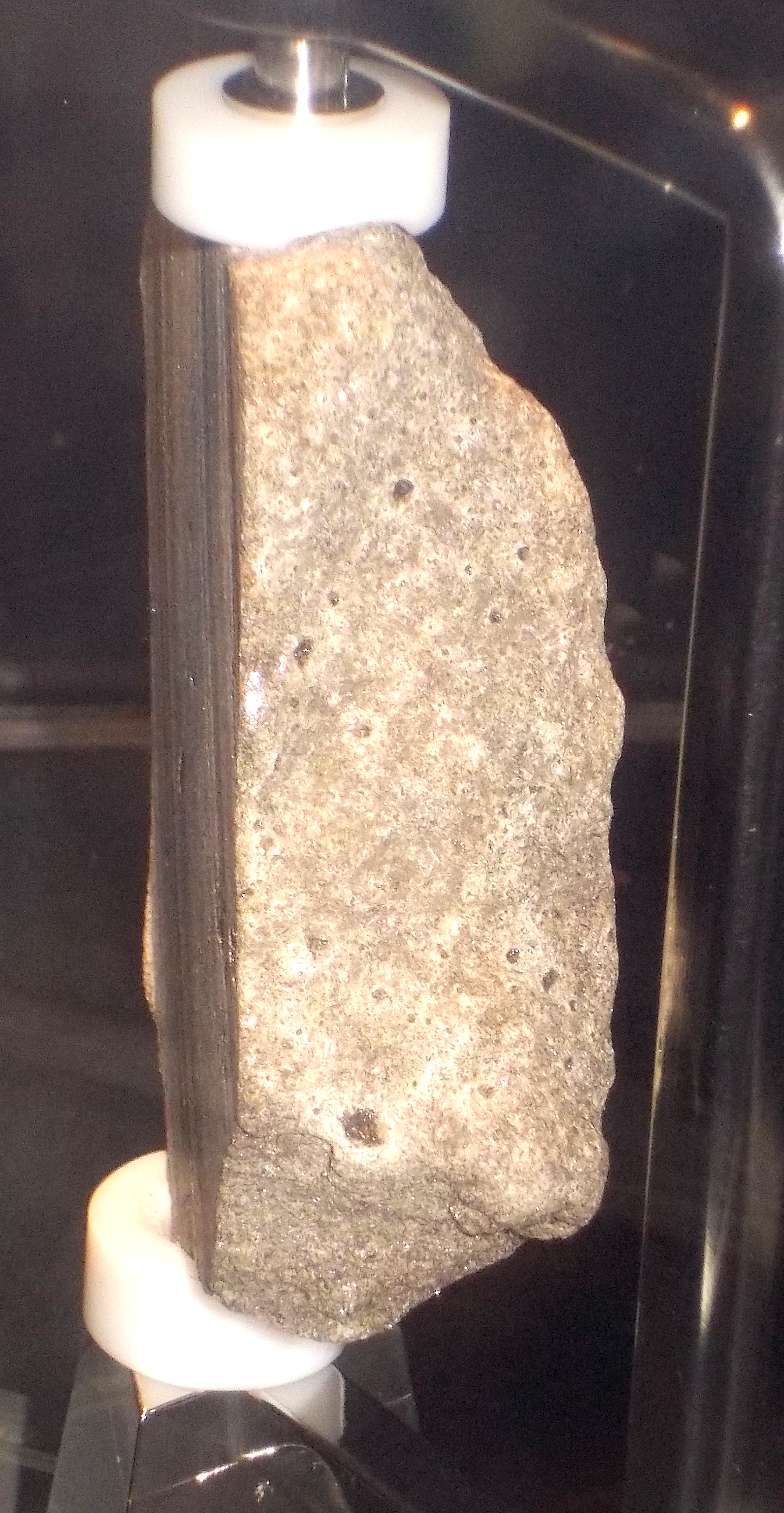
Campione di roccia lunare, raccolto durante la missione Apollo 12, superficie naturale

I mari lunari sono composti da basalto simile al basalto terrestre ma con qualche importante differenza. Sono più ricchi di ferro dei basalti terrestri e hanno una minore viscosità. Alcuni dei basalti lunari sono ricchi di un ossido di ferro-titanio chiamato ilmenite. Dato che i primi campioni lunari possedevano un alto contenuto di ilmenite sono stati chiamati basalti High titanium. Successivamente l'Apollo 12 ha riportato basalti con una minore concentrazione di titanio Low titanium, infine le missioni seguenti, comprese le missioni senza equipaggio sovietiche, hanno riportato basalti con una concentrazione di titanio ancora minore, i basalti very low titanium. I dati raccolti dalla sonda Clementine mostrano che la distribuzione del titanio segue uno schema continuo in cui le rocce con la più alta concentrazione sono le meno abbondanti. Inoltre in alcuni basalti può essere trovato un contenuto di potassio estremamente elevato, il cosiddetto basalto VHK (Very High K). Infine, il basalto lunare mostra un'ampia anomalia dell'europio negativa.
Rispetto alle rocce lunari che si trovano nelle zone continentali, quelle dei mari basaltici mostrano una più alta concentrazione di olivina e pirosseni e meno plagioclasi.